# نسق العنوان
نسق العنوان (بالإنجليزية: Title case)‏ هو نسق كبتلة يُستخدم لإظهار عناوين الأعمال المنشورة في الإنجليزية. عند استعمال نسق العنوان، فإن جميع الكلمات تُكبتل عدا بعض الكلمات الصغيرة التي تأتي بعد الكلمة الأولى. هذه الحروف عادةً ما تكون أدوات التعريف والتنكير، حروف الإضافة، وبعض حروف الربط. مثلاً، بالإمكان كتابة عنوان كالآتي: "The Quick Brown Fox Jumps over the Lazy Dog".